# ハロルド・ネットランド
ハロルド・ネットランド（Harold A. Netland、1955年 - ）は、元在日アメリカ人宣教師、神学者、神学校教師。

## 経歴
- 1955年 在日宣教師の子として誕生。少年時代を青森で過ごした。[1]
- バイオラ大学卒業
- フラー神学校卒業
- クレアモント大学院大学卒業、ジョン・ヒックから宗教多元主義を学んだ。
- 1984年 宣教師として再来日。KGKの主事として活躍した。
- 1990年 東京基督教大学で神学と宗教学を教えた。
- 1993年 アメリカのトリニティ神学校で宣教学、宗教学の教授になる。

## 著書
- 『キリスト教は信じられるか。（現代人のための信仰入門）』、内田和彦共著、いのちのことば社、1997
- 『どんな宗教でも救われるか』松元保羅訳、いのちのことば社、1993